# Логан (округ, Иллинойс)
Ло́ган (англ. Logan County) — округ в штате Иллинойс, США. Официально образован в 1839 году. По состоянию на 2010 год, численность населения составляла 30 305 человек.

## География
По данным Бюро переписи США, общая площадь округа равняется 1 603,212 км2, из которых 1 600,622 км2 — суша, и 0,900 км2, или 0,100 % — это водоёмы.

## Население
По данным переписи населения 2000 года в округе проживает 31 183 жителя в составе 11 113 домашних хозяйств и 7579 семей. Плотность населения составляет 19,00 человек на км2. На территории округа насчитывается 11 872 жилых строения, при плотности застройки около 7,00-ми строений на км2. Расовый состав населения: белые — 91,69 %, афроамериканцы — 6,56 %, коренные американцы (индейцы) — 0,16 %, азиаты — 0,55 %, гавайцы — 0,01 %, представители других рас — 0,41 %, представители двух или более рас — 0,62 %. Испаноязычные составляли 1,61 % населения независимо от расы.
В составе 31,20 % из общего числа домашних хозяйств проживают дети в возрасте до 18 лет, 55,30 % домашних хозяйств представляют собой супружеские пары, проживающие вместе, 9,30 % домашних хозяйств представляют собой одиноких женщин без супруга, 31,80 % домашних хозяйств не имеют отношения к семьям, 27,80 % домашних хозяйств состоят из одного человека, 13,90 % домашних хозяйств состоят из престарелых (65 лет и старше), проживающих в одиночестве. Средний размер домашнего хозяйства составляет 2,42 человека, и средний размер семьи 2,94 человека.
Возрастной состав округа: 21,90 % — моложе 18 лет, 11,60 % — от 18 до 24, 29,70 % — от 25 до 44, 21,80 % — от 45 до 64, и 21,80 % — от 65 и старше. Средний возраст жителя округа — 37 лет. На каждые 100 женщин приходится 99,90 мужчин. На каждые 100 женщин старше 18 лет приходится 98,70 мужчин.
Средний доход на домохозяйство в округе составлял 39 389 USD, на семью — 48 655 USD. Среднестатистический заработок мужчины был 33 015 USD против 23 461 USD для женщины. Доход на душу населения составлял 17 953 USD. Около 6,20 % семей и 8,10 % общего населения находились ниже черты бедности, в том числе — 10,50 % молодежи (тех, кому ещё не исполнилось 18 лет) и 7,60 % тех, кому было уже больше 65 лет.